# Kreuzlizenzierung
Unter Kreuzlizenzierung (engl. Cross-Licensing) wird ein Abkommen zwischen zwei Parteien (zumeist  Unternehmen) verstanden, welches die wechselseitige Erlaubnis erteilt, Patente der jeweiligen anderen Partei zu nutzen. Die gegenseitige Anerkennung erfolgt entweder ohne zusätzliche Lizenzgebühren, wenn ungefähr gleichwertige Patentbestände bestehen oder auf Basis einer einmaligen Zahlung. Dieses Abkommen kann neben bereits existierenden Patenten auch zukünftige Patente mit einschließen.
Auf Klage wegen Patentverletzung kann mit einer Gegenklage auf Basis des eigenen Patentbestandes reagiert werden (sofern die erstklagende Partei selbst über Produkte verfügt, welche etwaige Patentverletzungen beinhalten könnten; vgl. Patent-Troll), um einen Vergleich schließen zu können. Durch eine Kreuzlizenzierung wird vermieden, dass sich Unternehmen gegenseitig mit zeit- und kostenintensiven Patentklagen und Gegenklagen blockieren.
Kritik an der Kreuzlizenzierung wird geübt, da zwei Parteien in bilateralen Verhandlungen Nutzungsrechte vereinbaren. Dadurch lassen sich gegenüber Dritten Wettbewerbsvorteile erzielen, da so ansonsten schwerer oder nicht erhältliche Lizenzen vereinbart werden und gegebenenfalls keine oder nur geringe zusätzlichen Lizenzgebühren für die Patentnutzungen notwendig sind. Die gegenseitige Anerkennung von Patenten beruht oft auf großen Patentbeständen, was Unternehmen mit geringerem Patentbestand tendenziell benachteiligt.